# Zachariáš (kněz)
Svatý Zachariáš (זְכַרְיָה) byl otec svatého Jana Křtitele. Byl knězem z třídy Abiášovy [Lukáš 1,5] kdesi v Judských horách, patrně v dnešním Ejn Keremu či v Hebronu. Jeho manželka Alžběta pocházela z rodu Áronovců a byla příbuznou Panny Marie.

## Podle Bible
Příběh podle evangelia svatého Lukáše (L 1,5–25,57–80) je podle apokryfního Jakubova protoevangelia velmi obdobný osudu rodičů Panny Marie, Svatého Jáchyma a svaté Anny. Rovněž nemohli po dlouhou dobu mít děti.
Když třída Abiášova byla v Jeruzalémě k vykonávání svých kněžských povinností, padl los na Zachariáše, aby položil zápal a obětoval kadidlo. V chrámu se mu zjevil archanděl Gabriel a oznámil narození syna. Na žádost o znamení, aby mohl uvěřit, oněměl Zachariáš až do doby, než narozené dítě při obřízce pojmenovali.
Dítě dostalo jméno Jan, což znamená „Hospodin je milostivý“. Jan se pak stal jedním z proroků, kteří připravovali lid na příchod Ježíše Krista. Sám Kristus se na začátku své pouti od něj nechal pokřtít. O dalších osudech jeho rodičů není nic známo.
Panna Marie v domě Zachariáše a Alžběty pobývala tři měsíce. (L 1,39-56)

## Podle apokryfů

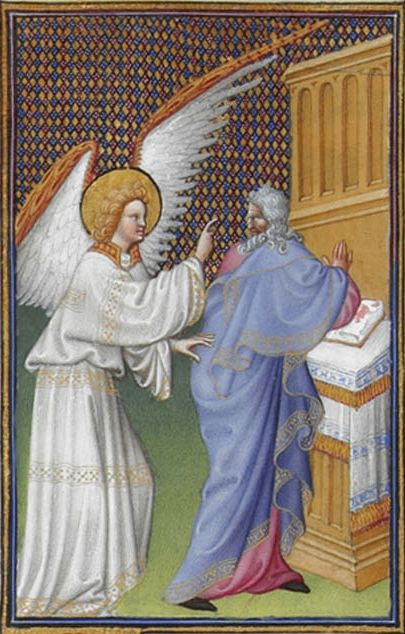
Archanděl Gabriel oznamuje Zachariášovi narození syna, ilustrace z francouzského pozdně gotického rukopisu Přebohaté hodinky vévody z Berry, Bratři z Limburka, 1410-1416

Apokryfní tradice ohledně kněze Zacharjáše vychází často z Ježíšových výroků, kde Kristus promlouvá k farizeům (v Bibli zapsáno dle Matouše a Lukáše). Podle obou textů byl tento "Ježíšův" Zacharjáš zabit farizeji v prostoru mezi oltářem a svatyní (chrámem).
Mnohé prameny ztotožňují tohoto Zachariáše se Zachariášem, který byl ukamenován na chrámovém nádvoří [2Pa 24,20], synem velekněze Jojady. Matoušovo evangelium by naopak ukazovalo na proroka Zacharjáše, syna Berekjáše, proroka z knihy Zachariáš. Badatelé většinou soudí, že Matoušova vložka ("syn Berekášův") je omyl a že zmíněným Zacharjášem je kněz z doby krále Joáše, zmíněný v 2. Knize Paralipomenon.

### Protoevangelium
Raná apokryfní tradice však převzala Ježíšovu zmínku a ztotožnila ji se Zachariášem, otcem Jana Křtitele. Nejznámějších zdrojem této apokryfní tradice je tzv. Protoevangelium Jakubovo. V něm je Zachariáš zpodobněn nikoliv jako běžný kněz (jak je popsán v Lukášově evangeliu), nýbrž jako Velekněz. Herodes jej po objevení zázračné hvězdy vyslýchá a snaží se zjistit, kde se nachází jeho mladý, nově narozený syn (Jan Křtitel). Ve chvíli, kdy mu to Zachariáš odmítl sdělit, nechal jej Herodes zabít.

## Podle islámu
Rovněž islám věří v existenci Zachariáše jako otce Jana Křtitele a řadí jej mezi své proroky. Pojednávají o něm 4 súry - 19 (Marie), 21 (Proroci), 6 (Dobytek) a 3 (Rod Imránův). 
Připomenutí o milosrdenství Pána tvého nad Zachariášem, služebníkem jeho. Hle, Zachariáš zavolal k Pánu svému voláním tajným řka: „Pane můj, mé kosti již u mne zeslábly a hlava má se šedinami pokryla, a nikdy jsem nebyl při vzývání Tebe, Pane můj, neúspěšný; však obávám se příbuzných, kteří po mně přijdou. Má žena sice neplodná je, leč z moci své mi následníka daruj, jenž dědicem mým i dědicem rodu Jakubova bude, a učiň, by tobě se zalíbil, Pane můj!“ 
Korán 19:2-6
Islámská verze úcty k proroku Zachariášovi přejímá některé prvky z apokryfního Jakubova evangelia. Zachariáš je například v sůře 3 vypodobněn jako opatrovník nezletilé Panny Marie, bydlící v jeruzalémském Chrámu. Rozdíl mezi koránským a biblickým příběhem se týká především detailů - například v Bibli je Zachariáš němý po dobu 9 měsíců (až do obřízky a pojmenování dítěte), ale v Koránu je to jen po dobu 3 dní a 3 nocí.

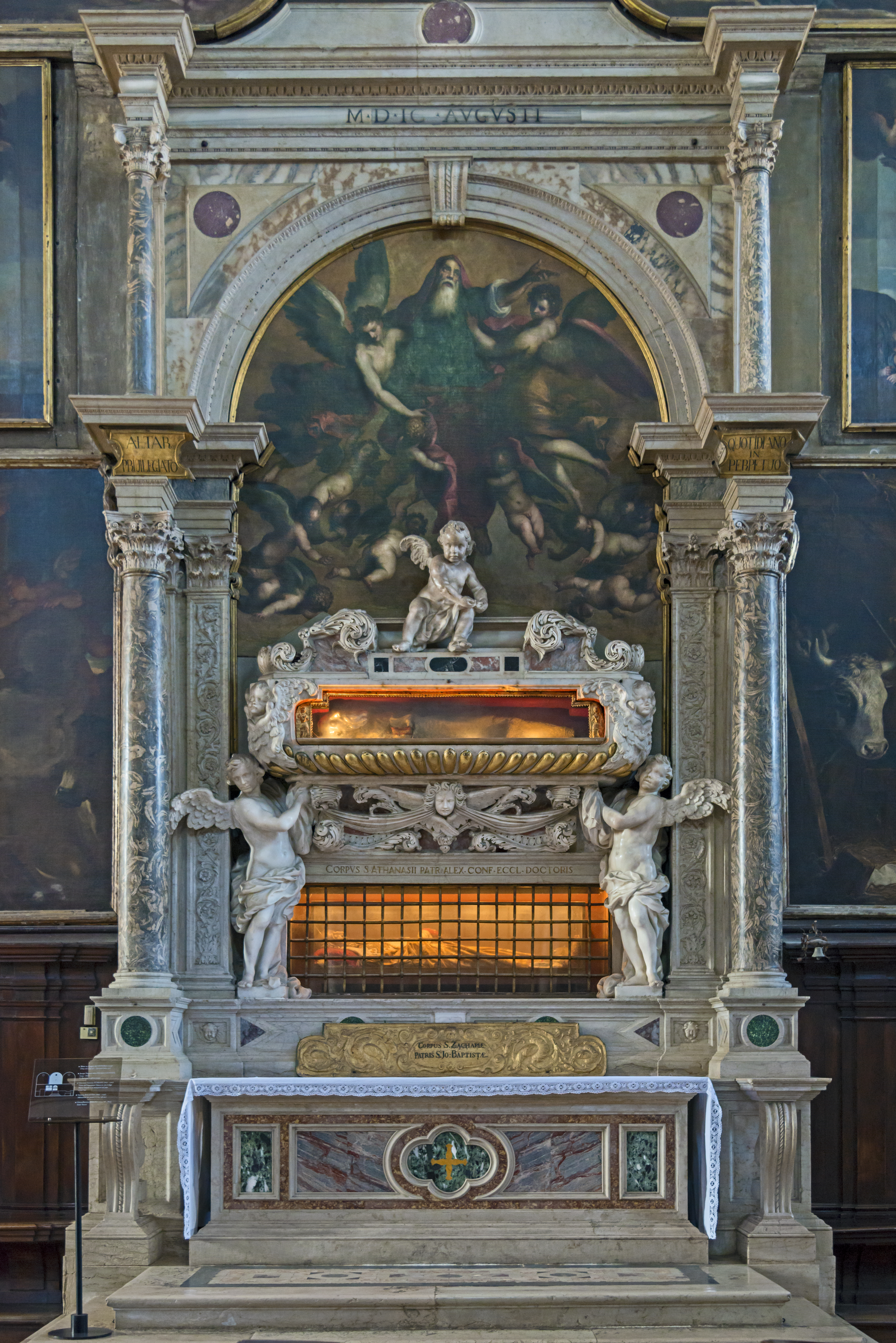
Zachariášův hrob na oltáři v kostele San Zaccaria, Benátky

„Zachariáši, zvěstujeme ti zprávu radostnou o narození chlapce, jehož Jahjá bude jméno a jemuž jsme dříve nedali jmenovce žádného!“ Pravil: „Pane můj, jak mohl bych chlapce míti, když žena má je neplodná a já sám jsem již dosáhl slabosti věku vysokého?“ I řekl: „Staniž se takto, neb Pán tvůj praví: Toto je pro Mne snadné, vždyť stvořil jsem tě již dříve, když ještě ničíms nebyl.“ Pravil Zachariáš: „Pane můj, učiň mi znamení!“ - „Znamením tvým budiž,“ pravil, „že po tři noci s lidmi hovořit nebudeš, byť zdraví plnému ses těšil.“ I vyšel Zachariáš ze svatyně k lidu svému a (Bůh) jim vnukl: „Slavte za jitra i za večera Pána svého!“
Korán 19:7-11

## Poutní a turistické cíle
- Zachariášův dům ve Svaté zemi – trosky kamenné stavby s jeskyní, navštěvované od středověku při cestě do Jeruzaléma jak křesťanskými, tak islámskými poutníky.
- Zachariášův oltář a hrob - obraz Nanebevzetí Zachariáše a prosklená rakevs jeho údajnými ostatky jsou na oltáři v kostele San Zaccaria v Benátkách od 15. století (spodní rakev patří sv. Athanasiovi)